# Unione "Antica Terra di Lavoro"
L'Unione "Antica Terra di Lavoro" era un'unione di comuni del Lazio, in provincia di Frosinone, formata dai comuni di: San Giovanni Incarico, Falvaterra, Ceprano, Pastena e Rocca d'Arce . Il nome rievocava manifestamente la Terra di Lavoro, ripartizione territoriale del Regno di Sicilia, poi Regno di Napoli, poi Regno delle Due a Sicilie, infine provincia del Regno d'Italia, che, soppressa nel 1926, ebbe per capoluogo Caserta e che comprendeva anche territori attualmente ricompresi nelle province laziali di Frosinone e Latina. Al riguardo va osservato che due dei cinque comuni dell'Unione "Antica Terra di Lavoro", Falvaterra e Ceprano, non hanno mai fatto parte della Terra di Lavoro, unitaria e preunitaria.